# Гільдія художників з костюмів
Гільдія художників з костюмів (англ. Costume Designers Guild, CDG) — професійне об'єднання, в якому перебуває близько 875 фахівців в галузі кінематографічного, телевізійного й театрального дизайну костюмів. Товариство засноване в Лос-Анджелесі в 1953 році.

## Премія Гільдії художників з костюмів
В 1999 році була заснована нагорода дизайнерів костюмів, яка щорічно відзначає дизайнерів костюмів у кінофільмах, на телебаченні та рекламних роликах. Статуетка «Гільда» (англ. Gilda) спочатку виготовлялася з срібла відомимою ювелірною компанією Bulgari і була створена дизайнером костюмів та членом CDG Девідом Ле Вей. Офіційними спонсорами цієї премії є «Lacoste» та «Disaronno». Премію присуджують щорічно дизайнерам костюмів на телебаченні або в кіно.

### Категорії премії

#### Кіно
- Найкращі костюми в сучасному фільмі;
- Найкращі костюми в історичному фільмі;
- Найкращі костюми в фентезі-фільмі.

#### Телебачення
- Найкращі костюми в телесеріалі;
- Найкращі костюми в телефільмі або міні-серіалі;
- Найкращі костюми в історичному або фентезі-серіалі;
- Найкращі костюми в комерційному відео.